# آلاله طاول‌دار
آلاله تاول‌دار، آلاله آبله‌روی (نام علمی: Ranunculus sceleratus) نام یک گونه از سرده آلاله است. سردهٔ آلاله در ایران ۵۵ گونهٔ علفی یک ساله و چند ساله دارد. آلاله تاول‌دار یکی از ۵۵ گونهٔ موجود در ایران است.